# Museo Vivo del Títere
El Museo Vivo del Títere se encuentra en la ciudad de Maldonado (Uruguay). Fue creado en el año 1998, por Convenio entre el MEC y la Intendencia de Maldonado, de quienes depende. Está localizado en el «Paseo de San Fernando», en el centro de la ciudad, donde  exhibe  una colección de títeres internacionales y difunde  su actividad en festivales, espectáculos, talleres y encuentros en el mismo museo y en otros espacios culturales.

## Creación
El museo ocupa un edificio frente a la plaza San Fernando, que fue el antiguo Cuartel de Dragones durante el período militar, a cuya finalización se convirtió en un centro cultural.  Ocupa la planta alta del edificio, con una entrada principal  de 15m², donde funciona la administración  y  los  talleres. Una gran mampara de vidrio separa la sala de exposición  de unos 50 metros cuadrados de superficie.
El proyecto de creación del Museo Vivo del Títere data del año 1998, por acuerdo entre el Ministerio de Educación y Cultura, de la Intendencia de Maldonado y el fundamental aporte de la colección de muñecos de la profesora Irma Abirad, destacada docente, periodista, titiritera, crítica plástica y teatral. Es la fundadora del Teatro de Títeres Maese Pedro que funcionó desde 1944 hasta el inicio de la dictadura militar  con un repertorio de unas doscientas obras. La colección de los muñecos  del teatro y de otros que adquirió en sus viajes para armar una exposición singular, fue donada en 1988 al Estado uruguayo para crear el museo, propósito por el que trabajó duramente.
El acto de inauguración tuvo lugar en el Paseo San Fernando de Maldonado, el 9 de agosto de 1999, sobre el cual expresó la profesora Abirad:  «Se ha hecho realidad un sueño, el Museo Vivo del Títere significa la posibilidad de trascender la noble función de comunicarse con los otros seres, cualquiera sea su origen y su formación. El títere es una de las más antiguas formas que el hombre creó para que “Uno pueda ser el otro”».
Esta profesora  y el reconocido titiritero Gustavo “Tato” Martínez  ejercieron la curaduría del museo hasta comienzos del año 2000, cuando falleció la profesora Irma Abirad, siendo sustituida en la curaduría por la docente Raquel Ditchekenián.

## Los trabajadores del museo
Idea y Dirección General: Irma Abirad y Thomas Lowy
Curaduría: Irma Abirad y Gustavo Martínez
Docentes: Gustavo  "Tato" Martínez y Raquel Ditchekenián
Diseño de Montaje y Dirección Plástica: Roberto Cancro
Coordinación de Arquitectura MEC: Macarena Risso
Montaje: Gustavo Martínez, Raquel Ditchekenián, Roberto Cancro, Irma Abirad
Reconstrucción de Títeres: Gustavo Martínez y Raquel Ditchekenián
Diseño Gráfico: Roberto Cancro
Fotografía: Eduardo Baldisán

## Acervo
Al  inicio, el museo se forma con la colección completa del Teatro de Títeres Maese Pedro de Irma Abirat, quien logra un convenio entre Montevideo y Maldonado, al terminar la dictadura y pasar al gobierno democrático del país. El acervo pertenece al MEC (Ministerio de Educación y Cultura) y tanto las instalaciones como  los operarios dependen de la Dirección de Cultura de Maldonado.
En este espacio existe una exposición de carácter permanente con piezas representativas de las manifestaciones culturales que el arte de los títeres ha tenido en el mundo: muñecas peruanas,  bolivianas, cubanas, títeres de Italia, Alemania, Israel, Rusia, Chile, México y otros países.
Hay títeres y marionetas de diversas procedencias: la pieza más antigua es una muñeca articulada tolteca del siglo IX,  uno de los primeros ejemplos del títere precolombino,  el "Mamulengo" es una marioneta procedente de Brasil, "Hermes Mensajero Celeste" proviene de Bulgaria, cuatro títeres de bulto procedentes de la isla de Java.
Además, la numerosa colección del Maese Pedro tiene como soporte danzas clásicas y folklóricas, algunos de cuyos personajes fueron diseñados por el artista plástico Rafael Barradas.

## Actividades
Las diversas actividades de difusión cultural y de enseñanza que lleva a cabo el museo han dado a Maldonado el título de  "Ciudad del Títere", tal como se la distinguiera en la jornada inaugural del 6.º Festival de Títeres.
En el marco de dicho festival y de la Unidad de Patrimonio de la Intendencia Departamental de Maldonado, se inauguró, bajo la glorieta de la plaza San Fernando, un teatro de títeres desarmable, adecuado a técnicas diversas, con el fin de brindar funciones gratuitas para todo público.
El museo considera que el títere es un ser dinámico, por lo que promociona la realización de funciones de diferentes compañías para todo público en su espacio de influencia.
Uno de los objetivos básicos del museo es la organización de talleres para docentes y escuelas, que permitan incluir esta técnica milenaria en las aulas, mediante acuerdos con la Inspección de Primaria  y el Instituto de Formación Docente locales.  Los curadores del museo, Martínez y Ditchekenian han tenido a su cargo estos talleres durante años, sobre la base de su experiencia de varias décadas en la dirección de la compañía de títeres Gira-Sol. Desde 1986, ambos han obtenido  reconocimientos y menciones a nivel nacional por sus espectáculos y por su trabajo en la difusión del teatro de títeres, incluyendo dos premios "Florencio".
En el año 2013 diecisiete centros educativos públicos –urbanos y rurales- del departamento de Maldonado recibieron teatros móviles para el empleo de títeres como herramienta de pedagogía social y cultural.  Las estructuras, denominadas “retablos”,  confeccionadas por Martínez y Ditchekenian a partir de materiales reciclados,  se entregaron “limpias”, para que los escolares aprendieran "haciendo".
El museo realiza esta actividad de extensión en acuerdo con la Inspección de Educación Primaria de Maldonado. Esta primera entrega en dicho departamento se financió  con una donación del hotel Conrad y se continúa el proyecto en escuelas de Canelones y Rocha con el apoyo de Proarte.
En 2013 se redactó un manual de apoyo docente, dirigido a maestros, alumnos y padres destinado a su distribución gratuita en todas las escuelas públicas del país.
El Museo Vivo del Títere realiza exposiciones itinerantes  a diferentes centros culturales del país y del Mercosur y presenta  exposiciones de colecciones privadas locales o del exterior.
Además de las actividades de taller, funciona una biblioteca y una videoteca.
Desde el año 2006 se organizan festivales de títeres en Maldonado, cada dos años,  con la participación de compañías nacionales y extranjeras, como una manera de difundir la cultura universal, cuya idiosincrasia se trasmite en las obras y personajes.  Se realizan charlas, encuentros y mesas redondas con artistas plásticos, actores, titiriteros,  educadores y terapeutas relacionando los títeres con sus especialidades (arte, salud, educación) utilizando los medios tecnológicos de avanzada. Estos eventos están organizado por la Dirección General de Cultura de la Intendencia Departamental de Maldonado a través del Museo Vivo del Títere y cuenta con el apoyo de la Asociación de Titiriteros del Uruguay, UNIMA, Regional Este ATU UNIMA, Ministerio de Educación y Cultura y COT.